# Ze komt terug
Ze komt terug is een single van Paul Severs. Het is afkomstig van zijn album Ze komt terug. Severs werd toen begeleid door Sylvain Tack, het logo van zijn bedrijf "Start" staat op de single afgedrukt. Tack was ook de baas bij Radio Mi Amigo en had dus voldoende tijd om het plaatje naar de hitparade te promoten.

## Hitnotering
Paul Severs heeft geen enkele notering in de Nederlandse hitlijsten.

### BelgischeBRT Top 30
| Positie: | 27 | uit |